# Spirobranchus lima
Spirobranchus lima är en ringmaskart som först beskrevs av Grube 1862.  Spirobranchus lima ingår i släktet Spirobranchus och familjen Serpulidae. Inga underarter finns listade i Catalogue of Life.